# 鶴岡站
鶴岡站（日语：／ Tsuruoka eki */?）是位於山形縣鶴岡市末廣町1番1號，東日本旅客鐵道（JR東日本）的羽越本線車站。

## 概要
此站位於山形縣庄內地方，為山形縣第2都市鶴岡市的中心車站。所有定期旅客列車（包括特急「稻穗」）均停站。為庄內地方代表車站，兩邊的相鄰車站均為單線鐵路，並中途設有信號站（西鶴岡信號站、幕之內信號站）。
與酒田站、新津站相同，當列車進站時會播放進站音樂。音樂採用了曾經在首都圈車站使用的Unipex「清流」。
曾經此站可轉乘庄内交通湯野濱線，現時跨線橋2、3號月台側是湯野濱線月台，當時跨線橋延伸至該月台處，現時該月台遺址變成為一座建築物。在車站東側（酒田、秋田一方）設有車廠。另外，從此站起設有數條專用線，包括秋田營林局專用線、日本通運專用線、昭和石油專用線、庄內經濟連與共同石油共用專用線，以及住友水泥專用線。
此站是鶴岡和出羽三山的玄關口。在2002年（平成14年），此站被選為東北車站百選之一。

## 歷史

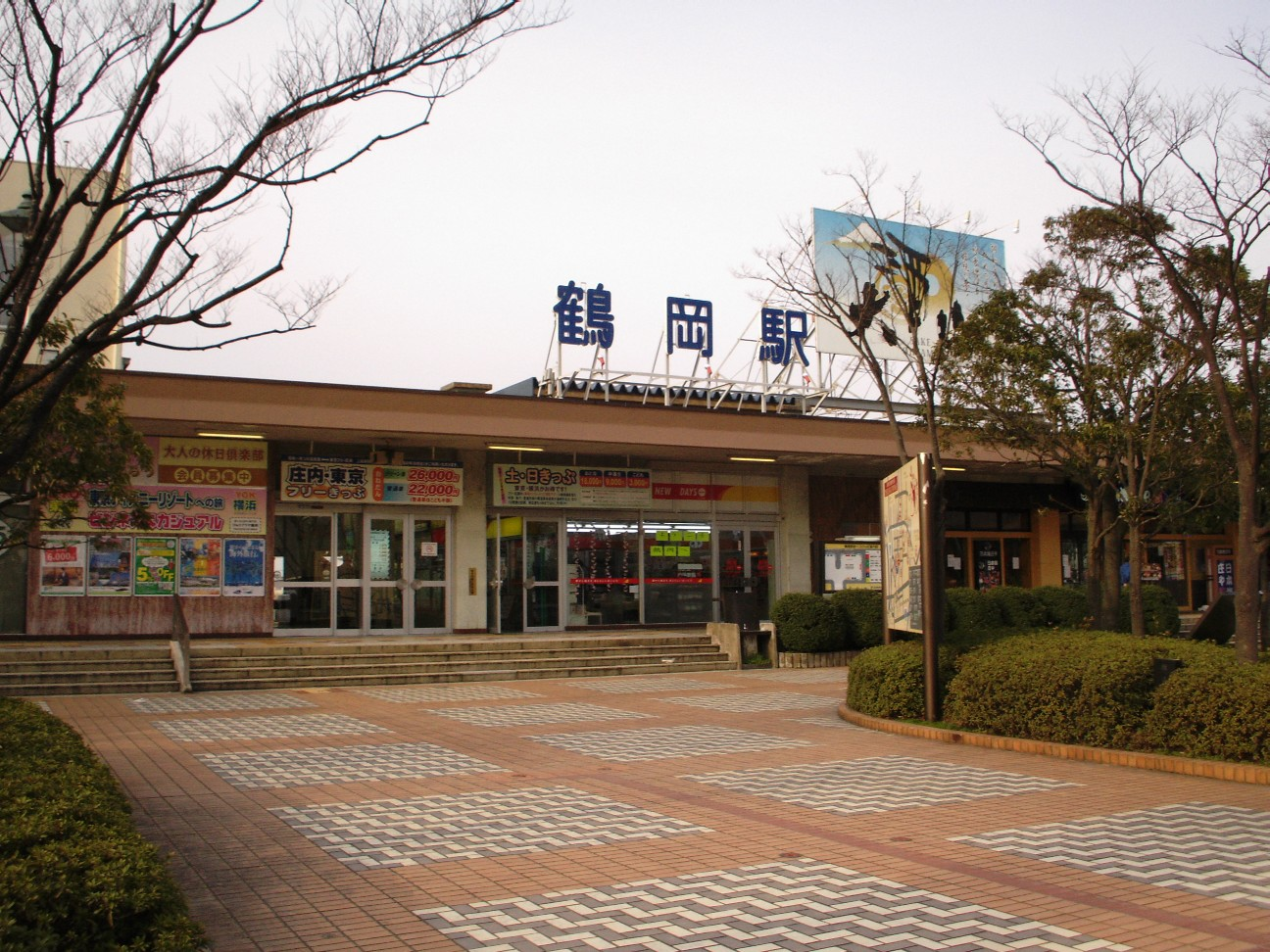
2014年翻新工程完成前的車站大樓

- 1918年（大正7年）9月21日：陸羽西線余目至此站之間開通，鶴岡站啟用。當時的鶴岡站位於藤島町（日语：藤島町）大半田，為一座臨時設置的車站。
- 1919年（大正8年）
  - 7月6日：臨時設置的鶴岡站遷移1.8km至此處。
  - 12月5日：此站至羽前大山站之間開通。
- 1924年（大正13年）7月31日：陸羽西線余目至鼠關站之間編入至羽越線。
- 1925年（大正14年）11月20日：隨著支線與赤谷線啟用，羽越線改名為羽越本線。
- 1929年（昭和4年）12月8日：庄内電氣鐵道湯野濱線此站至湯野濱溫泉站（臨時）之間開通。
- 1970年（昭和45年） 
  - 行李起卸服務由其他公司委託負責。
  - 1月：開設綠色窗口。
- 1975年（昭和50年）4月1日：庄内交通（日语：庄内交通）湯野濱線全線廢止。
- 1977年（昭和52年）：行李前臺服務由其他公司委託負責。
- 1978年（昭和53年）12月：新車站大樓（現時車站大樓）落成，在6日舉行落成典禮。
- 1986年（昭和61年）
  - 10月20日：終止貨物起卸業務。成為旅客車站。
  - 11月1日：終止行李起卸業務。
- 1987年（昭和62年）4月1日：伴隨國鐵分割民營化，車站由東日本旅客鐵道（JR東日本）營運。
- 2005年（平成17年）12月8日：引入自動閘機。
- 2006年（平成18年）2月28日：加設升降機[新聞 1]。
- 2008年（平成20年）12月21日：引入指定票售票機[新聞 2]。
- 2012年（平成24年）6月24日：由鶴岡市藤島廳舍保管的忠犬八公原型石膏像，在毎年4月15日至翌年2月15日展出[新聞 3]。
- 2014年（平成26年）2月28日：車站內外翻新工程完成[報道 1]。
- 2018年（平成30年）3月30日：關閉View Plaza。
- 2019年（令和元年）
  - 6月21日：NewDays、酒場店開幕[報道 2]。
  - 10月1日：候車室翻新工程完成[報道 3]。
  - 10月5日：糖果店「木村屋」開幕[注釋 1][報道 3]。

### 鶴岡站前重建事業
在鶴岡市的站前地區和市中心中一直設有商店街，後來由於有大型商店進駐鶴岡市，與商店街造成競爭並逐漸激烈，影響了正常的商業活動。市為了這個狀況進行了廣泛的商業診斷，當中為了站前地區重建為目的，於1974年度發布了「鶴岡站前地區市街地重建基本計劃」。
在鶴岡站前重建工程中，於站前地區約2.8公頃土地分成3個實施地區、共4個街區。分別由市執行和民間執行整個計劃。在1983年2月公布都市計劃，在翌年5月公布工程計劃。
由市實行的工程包括了建設都市計劃道路、鶴岡站前廣場和設施建設物Marika東館、西館，工程費為約102億日圓。在Marika管理運營中，建設費市與第三部門各負責一半，建築物名為鶴岡再開發大樓。
由民間實行的工程包括了鶴岡站前A街周區第一種市街地再開發事業（建築物名：鶴岡末廣大廈），工程費為31億78百萬日圓（當中資助金為3億24百萬日圓），該出租大廈樓高5層及設有1層地庫。也包括鶴岡站前B街區第一種市街地再開發事業(建築物名：鶴岡公園大廈），工程費為12億77百萬日圓（當中資助金為1億14萬萬日圓），該大樓設有商店，樓高6樓和設有停車場。
在1985年3月，鶴岡末廣大廈的主要租客吉之島鶴岡店開幕，鶴岡公園大廈也開幕。在1987年7月，Marika西館開幕，在西館中的商業設施包括鶴岡華盛頓酒店、土產店和產業振興中心辦公室等公共設施，西館樓高8層和設有1層地庫。在同年9月，Marika東館也開幕，東館樓高6層和設有1層地庫，主要商店為吉之島鶴岡店，另外以有25間當地專門店，另外也有可容納300架車輛的停車場。Marika西館和東館之間設有行人天橋連接兩處。
在吉之島鶴岡店和Marika全面開幕後，連同已經開幕的庄交商場（現時：S-Mall）之內，使鶴岡站前成為商業設施和商店的集中地。但是在1990年代後期，於市郊外陸續出現大型店鋪。在2001年8月3日，在鶴岡市鄰近的三川町豬子地區，國道7號三川繞道上開設了縣内最大型商業設施AEON三川購物中心（初時為吉之島，現時名為：AEON三川）。由於在吉之島鶴岡店的停車場車位較少，因此顧客數目也較少。在庄交商場的主要商店Daiei鶴岡店中，也受到AEON三川購物中心的影響使生意下降，最後在2002年8月31日結業。
在2004年11月，吉之島鶴岡店的生意還是無法盈利。吉之島鶴岡店的房東鶴岡末廣大廈的20年租賃期於翌年3月末屆滿，在租約不會繼續之下於2005年3月結業。隨後鶴岡末廣大廈拆卸。在2006年6月，鶴岡市從市的土地開發公社中取得該大廈遺址，當時計劃把用地改建為公園。在2007年3月，鶴岡再開發大廈的Marika也表示經營困難，並透過民事調解要求鶴岡簡易裁判所進行清盤。
在2017年6月24日，由市與當地的城鎮發展公司翻新Marika東館1樓，變成了佔地1,420平方米的「Fu－Do」，「鶴岡食文化市場FOODEVER」開幕。在同年7月1日，由市設立的觀光詢問處啟用。

#### 吉之島遺址的去向
在2017年5月，市對於吉之島遺址長期空置的情況下，進行在遺址建設綜合中高層住宅的可能性研究。在2019年4月，向民間公司建立條款並進行公開賣地，於5月公開招募。但是，同年6月發生山形地震，使用地部分位置出發土壤液化現象，直至9月尾限期前沒有公司申請。市在2020年1月尾，決定中止計劃。今後，市正在檢討把站前地區整體重新活用。

## 車站構造
車站是一座地面車站，設有1面1線的單式月台和1面2線的島式月台，設有2面3線的月台。各月台之間設有跨線橋連接。
此站是直營車站和管理車站，此站只管理此站本身，沒有管理其他車站，周邊的車站由酒田站管理。

### 月台
| 月台 | 路線      | 上下行 | 方向                 | 備註                     |
| ---- | --------- | ------ | -------------------- | ------------------------ |
| 1    | ■羽越本線 | 上行   | 村上、新津、新潟方向 |                          |
| 2    | ■羽越本線 | 下行   | 酒田、秋田、青森方向 | 從此站出發或待避列車使用 |
| 3    | ■羽越本線 | 下行   | 酒田、秋田、青森方向 |                          |

### 車站設備（閘口、櫃臺等）
- 車站大樓內設有綠色窗口（營業時間為6:45 - 19:00　中間設有休息時間）、1座指定席售票機、2座自動售票機。
- 車站大樓內設有3部自動閘機。由於此站不可使用Suica，因此這些閘機不支援Suica。

### 車站大樓設施
- 在大樓內設有候車室、NewDays和投幣式儲物櫃。以上設施均在車站閘口附近。
  - 車站便當方面，此站設有由酒田站發售的，現時無法在此站購買。
- 此站設有（居酒屋：大庄集團）、「神田川」（當地魚料理、和食、日本酒、拉麵等）、停泊單車場、廁所等。部分設施位於車站大樓外。
- 在車站北邊設有工廠和物流設施。從車站大樓不可直接前往車站北邊，需要經車站大樓東邊（廁所附近）的行人隧道才可前往車站北邊。

## 使用狀況
根據「JR東日本」資料，2019年度（令和元年度）1日平均乘車人次為1,144人。
根據「鶴岡市統計書」資料，2017年度（平成29年度）總乘車人次為447,490人。
以下為乘車人次變化列表：
| 年度                | 1日平均 乘車人次 | 1年總 乗車人次 |
| ------------------- | ---------------- | -------------- |
| 1965年（昭和40年）  | 6,732            |                |
| 1970年（昭和45年）  | 5,138            |                |
| 1975年（昭和50年）  | 5,028            |                |
| 1989年（平成0元年） |                  | 868,100        |
| 1990年（平成02年）  |                  | 884,200        |
| 1991年（平成03年）  |                  | 902,600        |
| 1992年（平成04年）  |                  | 864,200        |
| 1993年（平成05年）  |                  | 839,900        |
| 1994年（平成06年）  |                  | 818,500        |
| 1995年（平成07年）  |                  | 801,900        |
| 1996年（平成08年）  |                  | 783,600        |
| 1997年（平成09年）  |                  | 741,500        |
| 1998年（平成10年）  |                  | 735,000        |
| 1999年（平成11年）  |                  | 722,000        |
| 2000年（平成12年）  | 1,815            | 662,500        |
| 2001年（平成13年）  | 1,746            | 637,200        |
| 2002年（平成14年）  | 1,663            | 606,900        |
| 2003年（平成15年）  | 1,613            | 590,200        |
| 2004年（平成16年）  | 1,482            | 540,900        |
| 2005年（平成17年）  | 1,449            | 528,800        |
| 2006年（平成18年）  | 1,437            | 524,600        |
| 2007年（平成19年）  | 1,467            | 537,100        |
| 2008年（平成20年）  | 1,415            | 516,800        |
| 2009年（平成21年）  | 1,371            | 500,700        |
| 2010年（平成22年）  | 1,379            | 503,300        |
| 2011年（平成23年）  | 1,347            | 493,200        |
| 2012年（平成24年）  | 1,361            | 496,800        |
| 2013年（平成25年）  | 1,356            | 464,900        |
| 2014年（平成26年）  | 1,275            | 465,400        |
| 2015年（平成27年）  | 1,248            | 455,500        |
| 2016年（平成28年）  | 1,226            | 447,500        |
| 2017年（平成29年）  | 1,187            | 447,490        |
| 2018年（平成30年）  | 1,203            |                |
| 2019年（令和元年）  | 1,144            |                |

## 車站周邊
在車站前設有迴旅路、巴士站、的士站和站前停車場。
- Marika
- 東京第一酒店鶴岡（日语：阪急ホテルマネジメント）
- Route Inn酒店鶴岡站前（日语：ホテルルートイン）
- α-1酒店鶴岡（日语：ホテルアルファーワン）
- Stay Inn酒店山王廣場附樓
- S-Mall（日语：エスモール）
- 鶴岡站前郵局
- 莊內銀行（日语：荘内銀行）北分店
- 山形銀行（日语：山形銀行）鶴岡站前分店
- 東北勞動金庫（日语：東北労働金庫）鶴岡站前分店
- ふーしゃ（日语：主婦の店）鶴岡Ine店

以下地點距離車站較遠，但是也可說是最接近車站。
- 鶴岡市政廳
- 致道博物館（日语：致道博物館）
- 莊內神社（日语：荘内神社）
- 鶴岡市立藤澤周平紀念館（日语：鶴岡市立藤沢周平記念館）
- 羽黒山五重塔羽黑山五重塔（日语：羽黒山五重塔羽黑山五重塔）
- 出羽三山神社
- 鶴岡山王商店街
- 鶴岡銀座商店街
- 山形大學農學部
- 鶴岡工業高等專門學校
- 鶴岡郵局（日语：鶴岡郵便局）

## 巴士路線
在車站前設有各巴士路線，均由庄内交通營運。各路線的起點站，都是在1區間前，於東京第一酒店鶴岡附近的S-Mall出發。從前，庄内交通等長距離巴士均途經站前巴士站，現時所有長距離路線均在S-Mall出發（或途經）。除了一般巴士路線（路線バス）外，在2008年，Kirakira號旅遊巴士開始投入服務，並於站前設置了集合點。另外OTB巴士（Orion旅遊）於車站西出口處設有集合點。另外，從前WILLER EXPRESS路線途經山形。

### 機場巴士
距離此站最近的機場是庄內機場。站前就有巴士前往該機場。
- 空港利木津巴士…前往庄內機場（經東京第一酒店鶴岡前、AEON三川（日语：イオンモール三川））。由於該巴士路線途經國道7號繞道（中途只有2個巴士站），因此便名為利木津巴士。為了提速，該路線使用高速巴士專用的2+2座位。

除了巴士，若多人前往機場，可選擇使用的士，人均費用比巴士平宜（但需要預約）。

### 巴士路線
所有路線均由庄内交通營運。
- 1號乘車處
  - <鶴岡市內循環1・2路線>S-Mall（日语：エスモール） - 鶴岡站前 - 鶴岡東高校（日语：鶴岡東高等学校） - 伊勢原町 - 莊內醫院（日语：鶴岡市立荘内病院） - S-Mall
  - <鶴岡市內循環3・4路線> S-Mall - 鶴岡站前 - 莊內醫院 - 庄內觀光物產館（日语：庄内観光物産館） - 鶴岡站前 - S-Mall
  - 湯野濱溫泉（日语：湯野浜温泉）（經善寶寺） …經上本町、善寳寺（日语：善寳寺）、育井村
  - 湯野濱溫泉（經加茂） …經大山西町、加茂水産高校前（日语：山形県立加茂水産高等学校）、加茂登町
  - 溫海溫泉（日语：あつみ温泉） …經中央公民館、三瀨、由良溫泉（日语：由良温泉）、溫海溫泉站，前往溫海營業所

- 2號乘車處
  - 湯田川溫泉（日语：湯田川温泉）、坂之下、越澤 …經七日町、國立高専前、湯田川溫泉
  - 機 …經小真木或三中前、南方購物中心Mina ※逢星期六、日、假日及年頭年尾暫停服務
  - 羽黑山頂（在夏季時為月山八合目） …經Yupoka、羽黑中心、十文字、休暇村
  - 田麥俁（春天～秋天為湯殿山（日语：湯殿山））（在冬季的星期六、日及假日，當滑雪場可以進行滑雪時，路線可前往湯殿山滑雪場） …經南方購物中心Mina、東橋、山添、片栗溫泉Bonbo
  - 上田澤、大鳥 …經南方購物中心Mina、山添、片栗溫泉Bonbo、朝日廳舍（日语：朝日村 (山形県)）
  - 朝日廳舍、松根 …經南方購物中心Mina、櫛引溫泉Yu～TOWN、勝福寺 ※逢星期六、日、假日及年頭年尾暫停服務
  - 心理醫療中心…經S-Mall、道形

- 3號乘車處
  - 前往庄內機場的利木津巴士
  - S-Mall
  - 中央高校（日语：山形県立鶴岡中央高等学校）（只於平日運行，在星期六、日、假日、年頭年尾和高校假期時只前往S-Mall）

- 4號乘車處
  - 南中心（外內島） …經日吉町、山王町、銀座通
  - 南中心（外內島） …經莊內醫院、市政廳前 ※逢星期六、日、假日及年頭年尾暫停服務
  - 鶴岡觀光圓形巴士（由於該線使用庄内交通觀光巴士事業部，因此車費相異。不可使用庄内交通回數票）
    - （市內路線）般若寺、龍覺寺、丙申堂、藩校致道館、致道博物館、山王神社・富樫蠟燭店方向 ※4月～5月、10月下旬～11月的星期五至一及假日運行。
    - （加茂路線）般若寺・龍覚寺、丙申堂、藩校致道館、致道博物館（日语：致道博物館）、庄内觀光物產館、羽前大山站、加茂水族館（日语：加茂水族館）、湯野濱溫泉方向 ※6月～10月星期五至一及假日運行。

- 5號乘車處
  - 清河八郎紀念館 （页面存档备份，存于）、清川 …經藤島站前、狩川站前、清川站 (日本)前
  - 酒田站、庄交巴士總站、豐町 …經AEON Mall三川（日语：イオンモール三川）、AEON酒田南店（日语：イオン酒田南店）、日本海醫院（日语：日本海総合病院）

### 其他
- 鶴岡觀光圓形巴士 （页面存档备份，存于） 鶴岡站、丙申堂、致道館、鶴岡公園、鶴岡站（循環線）
  - 由庄內交通（日语：庄内交通観光バス・ハイヤー）運行，在4月至12月的星期六、日與假日運行的1日任乘巴士。巴士班次會遷就特急「稻穗」和「閃亮上越號（日语：きらきらうえつ）」的上行班次之到達時間。

## 相鄰車站
東日本旅客鐵道
■羽越本線
- 特急「稻穗」停車站

羽前大山－（西鶴岡信號站）－鶴岡－（幕之內信號站）－藤島

### 曾經存在的路線
庄内交通
湯野濱線
鶴岡－京田

## 注腳

### 發表資料
1. ↑   (pdf) (新闻稿). 東日本旅客鉄道 新潟支社. 2014-02-26  [2014-10-25]. （原始内容存档 (PDF)于2014-07-03） （日语）.
2. ↑   (PDF) (新闻稿). 東日本旅客鉄道新潟支社、トッキー. 2019-06-18  [2020-04-10]. （原始内容存档 (PDF)于2020-04-10） （日语）.
3. 1 2 3   (PDF) (新闻稿). 東日本旅客鉄道新潟支社、トッキー. 2019-09-25  [2020-04-10]. （原始内容存档 (PDF)于2020-04-10） （日语）.

### 新聞報道
1. ↑  . 荘内日報. 2006-03-04  [2018-08-28]. （原始内容存档于2020-11-09） （日语）.
2. ↑  . 荘内日報. 2008-12-09  [2018-08-28]. （原始内容存档于2020-11-09） （日语）.
3. ↑  . 荘内日報. 2012-05-25  [2018-08-28]. （原始内容存档于2020-11-09） （日语）.
4. ↑  . 山形新聞. 2016-08-03  [2016-02-21]. （原始内容存档于2016-12-24） （日语）.
5. ↑  「イオン三川SC、来月3日オープン ニューファミリー狙う 山形」『朝日新聞』山形版 2001年7月12日
6. ↑  「イオン ジャスコ鶴岡店 閉鎖へ 来春、採算割れ状態続き 駅周辺の空洞化拍車」『日本経済新聞』2004年11月11日
7. ↑  「鶴岡市 ジャスコ跡地を取得、駅前公園などを検討」『毎日新聞』山形版 2006年4月14日
8. ↑  「マリカ東館 鶴岡の3セク 負債で経営困難に 民事調停申し立てへ」『毎日新聞』山形版 2007年2月28日
9. ↑  . 山形新聞. 2017-06-25  [2017-06-27] （日语）.[]
10. ↑  . 荘内日報. 2017-07-02  [2017-07-09]. （原始内容存档于2020-11-09） （日语）.
11. ↑  . 荘内日報. 2017-05-09  [2017-06-27]. （原始内容存档于2020-11-09） （日语）.
12. ↑  . 荘内日報. 2019-04-11  [2020-07-30]. （原始内容存档于2020-07-30） （日语）.
13. ↑  . 山形新聞. 2020-01-31  [2020-02-13]. （原始内容存档于2020-11-16） （日语）.

### 使用狀況
JR東日本（1日平均乘車人次）
1. 1 2  . 東日本旅客鉄道.   [2020-07-13]. （原始内容存档于2020-07-11） （日语）.
2. ↑  . 東日本旅客鉄道.   [2019-02-26]. （原始内容存档于2019-03-27） （日语）.
3. ↑  . 東日本旅客鉄道.   [2019-02-26]. （原始内容存档于2019-03-27） （日语）.
4. ↑  . 東日本旅客鉄道.   [2019-02-26]. （原始内容存档于2019-03-27） （日语）.
5. ↑  . 東日本旅客鉄道.   [2019-02-26]. （原始内容存档于2019-03-27） （日语）.
6. ↑  . 東日本旅客鉄道.   [2019-02-26]. （原始内容存档于2019-03-27） （日语）.
7. ↑  . 東日本旅客鉄道.   [2019-02-26]. （原始内容存档于2019-03-27） （日语）.
8. ↑  . 東日本旅客鉄道.   [2019-02-26]. （原始内容存档于2019-03-27） （日语）.
9. ↑  . 東日本旅客鉄道.   [2019-02-26]. （原始内容存档于2019-04-02） （日语）.
10. ↑  . 東日本旅客鉄道.   [2019-02-26]. （原始内容存档于2019-03-27） （日语）.
11. ↑  . 東日本旅客鉄道.   [2019-02-26]. （原始内容存档于2019-03-27） （日语）.
12. ↑  . 東日本旅客鉄道.   [2019-02-26]. （原始内容存档于2019-03-27） （日语）.
13. ↑  . 東日本旅客鉄道.   [2019-02-26]. （原始内容存档于2019-03-27） （日语）.
14. ↑  . 東日本旅客鉄道.   [2019-02-26]. （原始内容存档于2018-10-26） （日语）.
15. ↑  . 東日本旅客鉄道.   [2019-02-26]. （原始内容存档于2016-04-04） （日语）.
16. ↑  . 東日本旅客鉄道.   [2019-02-26]. （原始内容存档于2019-03-27） （日语）.
17. ↑  . 東日本旅客鉄道.   [2019-02-26]. （原始内容存档于2019-03-23） （日语）.
18. ↑  . 東日本旅客鉄道.   [2019-02-26]. （原始内容存档于2017-07-29） （日语）.
19. ↑  . 東日本旅客鉄道.   [2019-02-26]. （原始内容存档于2018-07-06） （日语）.
20. ↑  . 東日本旅客鉄道.   [2019-07-21]. （原始内容存档于2019-07-05） （日语）.

新潟鐵道管理局（1日平均乘車人次）
1. ↑  鐵道統計年報昭和40年版p102　新潟鐵道管理局
2. ↑  鐵道統計年報昭和45年版p90-91　新潟鐵道管理局
3. ↑  鐵道統計年報昭和50年版p64-65　新潟鐵道管理局

鶴岡市統計書（1年總乘車人次）
1. 1 2 3 4 5 6   (PDF). 平成29年版 鶴岡市の統計書. 鶴岡市: 104. 2018-02  [2019-02-26]. （原始内容存档 (PDF)于2019-02-26）.
2. 1 2 3 4 5 6 7 8 9 10 11 12 13 14 15 16 17 18 19 20 21 22 23 24   (PDF). 平成24年版 鶴岡市の統計書. 鶴岡市: 107. 2014-01  [2019-02-26]. （原始内容存档 (PDF)于2019-02-26） （日语）.

## 外部連結
- 車站資訊（鶴岡）：東日本旅客鐵道（日語）
- 庄内交通官方網站 （页面存档备份，存于）（日語）